# Вальдшлёсхенский мост
Вальдшлёсхенский мост (нем. Waldschlößchenbrücke, также нем. Waldschlösschenbrücke) — автодорожный мост через долину реки Эльбы в Дрездене (Германия, федеральная земля Саксония). Длина моста 635 м, длина основного пролета 148 м, высота конструкции 26 м, ширина 28,6 м. Построен в 2007 — 2013 гг.
Выше по течению находится мост Лошвиц, ниже — мост Альберта.

## История
Мост предназначен для устранения заторов во внутреннем городе. Его строительство было весьма спорным, так как Дрезденская долина Эльбы была объявлена ЮНЕСКО объектом Всемирного наследия. ЮНЕСКО выразила серьезную озабоченность в отношении моста, отметив намерение отозвать статус объекта Всемирного наследия, если мост будет построен. В результате в 2006 году долина была включена в перечень объектов под угрозой (один из двух в Европе, после средневековых монастырей в Косово).
Планы построить мост в этом месте существовали в течение XX столетия. В 1996 году городской совет Дрездена согласился на проект. После восьми лет процесса получения разрешения на строительство, в 2005 году был проведен общегородской референдум по вопросу о том, чтобы построить мост. Жители высказались положительно. В апреле 2006 года городской совет приостановил планы после жалобы ЮНЕСКО. Но в марте 2007 года на юридическом слушании Государственный административный высокий суд вынес решение в пользу строительства моста. Вице-президент Бундестага Вольфганг Тирзе отметил, что это "печальный день для Германии".
Строительство застопорилось после того, как административный суд вынес решение в августе 2007 года, что необходимо позаботиться о защите малого подковоноса, который обитал рядом с местом возведения моста.
25 июня 2009 года Комитет всемирного наследия ЮНЕСКО проголосовал за снятие статуса объекта Всемирного наследия с Дрезденской долины Эльбы по причине разрушения культурного ландшафта. Это второй в истории (после резервата аравийского орикса), случай исключения объекта из списка Всемирного наследия
Мост официально открыт 24 августа 2013 года, движение было запущено через два дня. На строительство потрачено 180 млн евро.